# Уберкур
Уберкур (фр. Aubercourt) насеље је и општина у североисточној Француској у региону Пикардија, у департману Сома која припада префектури Мондидје.
По подацима из 2011. године у општини је живело 79 становника, а густина насељености је износила 20,79 становника/km². Општина се простире на површини од 3,8 km². Налази се на средњој надморској висини од 52 метара (максималној 101 m, а минималној 45 m).

## Демографија
| 1962. | 1968. | 1975. | 1982. | 1990. | 1999. | 2011. |
| ----- | ----- | ----- | ----- | ----- | ----- | ----- |
| 42    | 43    | 37    | 40    | 42    | 43    | 79    |

График промене броја становника у току последњих година